# Liste des sites Ramsar en Irlande du Nord
Les sites Ramsar en Irlande du Nord sont des zones humides d'importance internationale au regard de la convention de Ramsar. Au Royaume-Uni, les premiers sites Ramsar ont été désignés en 1976. Les sites désignés et proposés en Irlande du Nord sont énumérés ci-dessous,,:

## Liste des sites Ramsar
| Nom                                 | Localisation                                        | Area (km2) | Désignation      | Description | Identifiant | Image |
| ----------------------------------- | --------------------------------------------------- | ---------- | ---------------- | --- | ----------- | ----- |
| Ballynahone Bog                     | Comté de Londonderry 54° 49′ N, 6° 40′ O            | 2,43       | 31 décembre 1998 | L'une des deux plus grandes tourbières actives intactes d'Irlande du Nord avec ses complexes de buttes et de piscines creuses. | 967         |       |
| Belfast Lough                       | Comté d'Antrim et Comté de Down 54° 38′ N, 5° 54′ O | 4,32       | 5 août 1998      | | 958         |       |
| Black Bog                           | Comté de Tyrone                                     | 1,83       | 28 juillet 2000  | | 1032        |       |
| Carlingford Lough                   | Comté de Down                                       | 8,31       | 9 mars 1998      | | 936         |       |
| Cuilcagh Mountain                   | Comté de Fermanagh                                  | 27,44      | 31 décembre 1998 | | 968         |       |
| Derryleckagh (proposé)              | Comté de Down                                       |            |                  | |             |       |
| Dundrum Bay (proposé)               | Comté de Down                                       |            |                  | |             |       |
| Fairy Water Bogs                    | Comté de Tyrone                                     | 2,24       | 28 juillet 2000  | | 1033        |       |
| Fardrum and Roosky Turloughs        | Comté de Fermanagh                                  | 0,43       | 10 juin 2002     | | 1177        |       |
| Garron Plateau                      | Comté d'Antrim                                      | 46,50      | 31 décembre 1998 | | 969         |       |
| Garry Bog                           | Comté d'Antrim                                      | 1,55       | 8 novembre 2000  | | 1042        |       |
| Killough Bay                        | Comté de Down                                       |            |                  | | 2278        |       |
| Larne Lough                         | Comté d'Antrim                                      | 3,96       | 4 mars 1997      | | 895         |       |
| Lough Foyle                         | Comté de Londonderry                                | 22,04      | 2 février 1999   | | 974         |       |
| Lough Neagh et Lough Beg            |                                                     | 501,66     | 5 janvier 1976   | | 74          |       |
| Magheraveely Marl Loughs (proposer) |                                                     | 0,59       | 7 février 2007   | | 1717        |       |
| Outer Ards                          | Comté de Down                                       |            |                  | | 2279        |       |
| Pettigoe Plateau                    | Comté de Fermanagh                                  | 9,0        | 31 juillet 1986  | | 872         |       |
| Slieve Beagh                        | Comté de Fermanagh et Comté de Tyrone               | 18,85      | 28 juillet 2000  | | 1035        |       |
| Strangford Loch                     | Comté de Down                                       | 155,81     | 9 mars 1998      | | 937         |       |
| Teal Lough (proposé)                |                                                     |            |                  | |             |       |
| Turmennan Lough                     | Comté de Down                                       | 0,15       | 10 juin 2002     | | 1178        |       |
| Upper Lough Erne                    | Comté de Fermanagh                                  | 58,18      | 4 mars 1997      | | 896         |       |